# Sphondylocephalum verticillatum
Sphondylocephalum verticillatum är en svampart som först beskrevs av Roland Thaxter, och fick sitt nu gällande namn av Stalpers 1974. Sphondylocephalum verticillatum ingår i släktet Sphondylocephalum, divisionen sporsäcksvampar och riket svampar.   Inga underarter finns listade i Catalogue of Life.